# カミーユ・ジェナッツィ
カミーユ・ジェナッツィ（Camille Jenatzy、1868年11月4日 - 1913年12月8日）は、ベルギーのレーシングドライバーであり、電気自動車の設計者である。ドライバーとしては、地上速度記録（絶対速度記録）を3度に渡って更新した。1899年4月29日に記録した3回目の更新では、自ら設計した電気自動車であるラ・ジャメ・コンタントを運転し、自動車としては史上初めて時速100㎞を超える新記録を樹立した。また、自動車のグランプリレースの前身とも言えるゴードン・ベネット・カップの優勝者の一人である。
赤ひげと大胆な運転スタイルから「レッドデビル」と呼ばれた。

## 速度記録
ジェナッツィが参加した3回の速度記録会はいずれもフランスのアシェールで行われ、ジェナッツィは1899年1月から4月にかけてフライングキロメートルの速度記録（絶対記録）を3度に渡って更新した。

### 史上初の速度記録会
1898年12月18日、史上初の速度記録会がパリの北にあるアシェールの公園で開催された。ジェナッツィは参加しなかったこの記録会では、シャルル・ジャントーによって製作されたジャントー電気自動車に乗ったガストン・ド・シャセルー＝ロバが、時速63.15㎞を記録した。これはAIACRによって認定された、史上初の自動車の最高速度記録となる。

### 記録更新競走

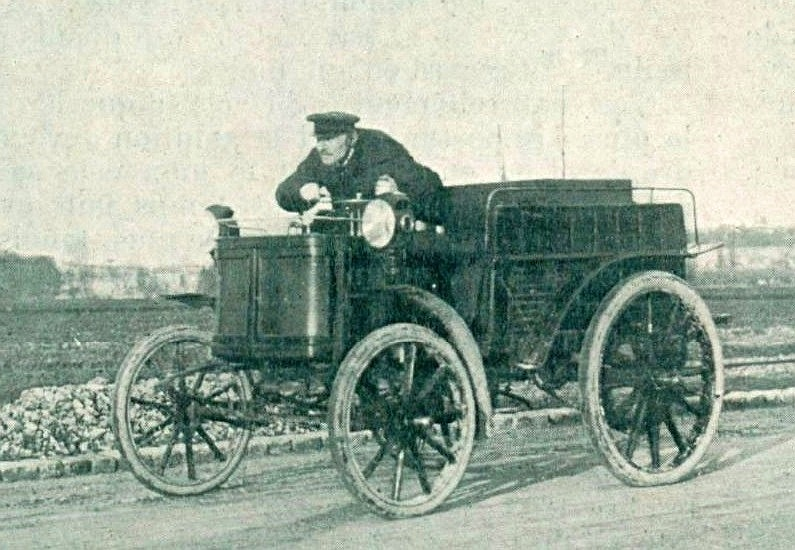
CGAドッグカートに乗るジェナッツィ（1899年1月17日）

ジェナッツィは自身が発明した電気自動車を使った商売を考えていたため、第1回の速度記録会の結果を知り、フランスの電気自動車に商売を脅かされることを危惧し、記録会への参戦を決意した。シャセルー＝ロバもこれを受けて立ったため、1899年はこの二人によって記録が交互に更新されていくことになる。

#### 1899年1月の対決
1899年1月17日、記録会に参加したジェナッツィは電気自動車のCGAドッグカートに乗って時速66.66kmを記録し、この時点で速度記録を樹立した。しかし、同日にシャセルー＝ロバに記録を塗り替えられてしまう。
ジェナッツィは記録の奪還を期し、ベルギーには帰らずパリで車両の強化を行い、10日後の同月27日に再びCGAドッグカートで記録更新に挑んだ。ここで、ジェナッツィは時速80.35kmの新記録を出し、シャセルー＝ロバは更新を試みたが果たせず、ジェナッツィは記録保持者の地位を奪還した。

#### ラ・ジャメ・コンタント

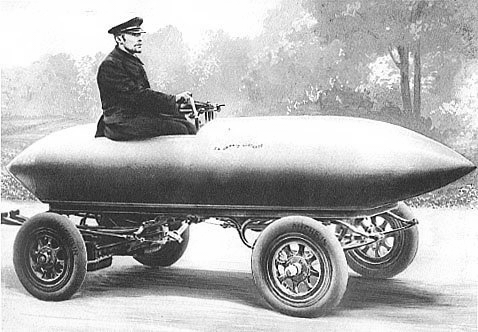
ラ・ジャメ・コンタント（1899年）

対決に勝利したジェナッツィはベルギーに帰ったが、シャセルー＝ロバは1899年3月4日に単独で記録更新に挑み、成功する。新記録は時速92.7㎞に達しており、これを上回るには、時速100㎞を出せる車両が必要となる。
ジェナッツィは弾丸形状をしたボディの電気自動車「ラ・ジャメ・コンタント（La Jamais Contente）」（「決して満足しない」の意）を完成させ、4月1日に記録の奪還に挑んだ。しかし、この日の挑戦は計時ミスにより、不首尾に終わる。
4月29日に再挑戦が行われ、ここでジェナッツィは時速105.88kmの新記録を樹立し、自動車としては初めて時速100㎞の壁を突破した。シャセルー＝ロバもこれを賞賛し、二人の対決は幕を閉じた。
この記録は3年後に蒸気自動車によって更新され、ジェナッツィとラ・ジャメ・コンタントの記録を最後に、電気自動車が地上最高速度記録（絶対記録）を更新することはなくなった。

### 記録更新の推移
| 日付           | 操縦者           | 車両名称               | フライングkm |
| -------------- | ---------------- | ---------------------- | ------------ |
| 1898年12月18日 | シャセルー＝ロバ | Jeantaud Duc           | 63.15 km/h   |
| 1899年1月17日  | ジェナッツィ     | CGAドッグカート        | 66.66 km/h   |
| 1899年1月17日  | シャセルー＝ロバ | Jeantaud Duc           | 70.31 km/h   |
| 1899年1月27日  | ジェナッツィ     | CGAドッグカート        | 80.35 km/h   |
| 1899年3月4日   | シャセルー＝ロバ | Jeantaud Duc Profilée  | 92.78 km/h   |
| 1899年4月29日  | ジェナッツィ     | ラ・ジャメ・コンタント | 105.88 km/h  |

## レーシングドライバー
1899年から自動車レースにも参戦するようになり、この年はフランスで行われた自動車のツール・ド・フランスの第1回大会に参戦した。このレースはパリを起点に、7月16日から7月24日にかけて9日間のレースでフランス各地の7ステージで争い、パリでゴールを迎えるというものだった。49台が出走して21台が完走し、モースを駆って出場したジェナッツィは9位でゴールした。

### ゴードンベネットカップ優勝（1903年）

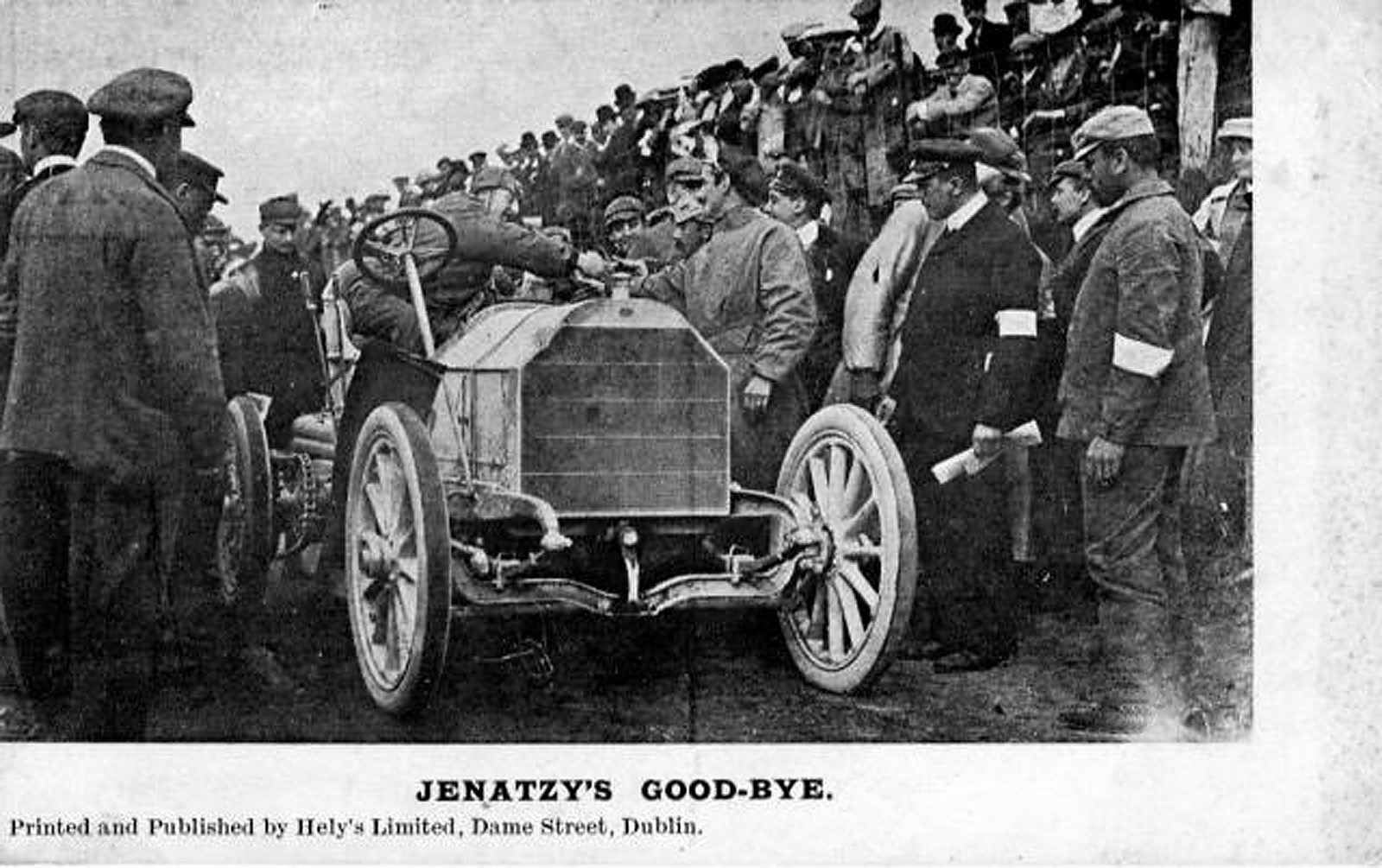
メルセデス・シンプレックス（1903年ゴードン・ベネット・カップ優勝車）

その後、ジェナッツィはメルセデスに乗るようになり、1903年5月に開催されたパリ・マドリッドレースでは同レースが中止になった時点で14位だった。
この年の7月、イギリスのアイルランド島で第4回ゴードン・ベネット・カップが開催された。本来このレースのためには90馬力のメルセデス・シンプレックスが準備されていたが、前月にダイムラー社工場を襲った火事により全て焼失したため、このレースでジェナッツィは60馬力のシンプレックスに乗ることになる。ライバルたちに対して馬力で劣る車両にもかかわらず数々のカーブを巧みなスロットル制御で高速でクリアする離れ業を見せ、2位以下に大差をつけて優勝を収めた。
これは「メルセデス」ブランドを有するダイムラー社にとっても、ドイツ車にとっても、国際的な自動車レースにおける初めての優勝となった。
1906年にACFグランプリに引き継がれるまでゴードン・ベネット・カップはヨーロッパで最も権威のあるレースとみなされており、ジェナッツィはその後も他のレースにも何度か出場したが、この時以上の結果を残すことはなかった。

## 死去
1913年12月8日、友人たちと連れ立って狩猟に出かけた際、ジェナッツィ自身の悪ふざけにより獲物の動物と誤認され、仲間に誤射され、死去した。